# Ange-Jacques Gabriel

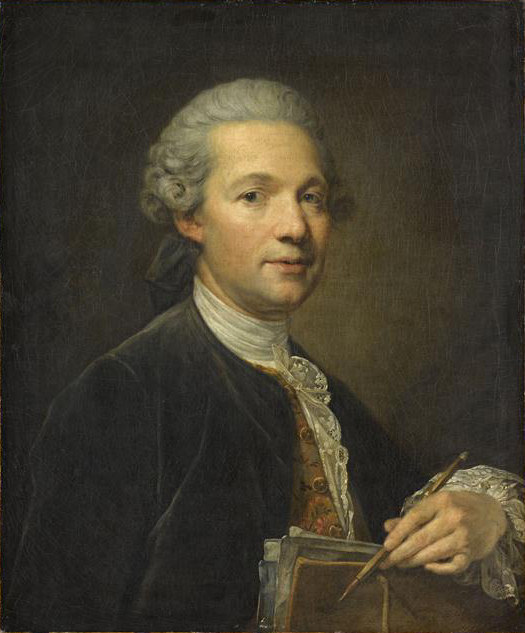
Ange Jacques Gabriel, oljemålning av Jean-Baptiste Greuze.

Ange-Jacques Gabriel, född 23 oktober 1698 i Paris, död 4 januari 1782 i Paris, var en fransk arkitekt.
Gabriel var den främste arkitekten under Ludvig XV:s sista två årtionden och representerar den senare rokokostilen samt den begynnande nyklassicismen. Hans främsta verk i Paris är anläggningen av nuvarande Place de la Concorde. I Versailles och Fontainebleau utförde Gabriel flera till- och ombyggnader vid slotten samt Petit Trianon i Versailles park.